# Черният дом
„Черният дом“ е роман на Стивън Кинг и Питър Строб. Той е продължение на Талисманът. В него се разказва за продължението на борбата със силите на злото.